# Ксенонистая кислота
Ксено́нистая кислота — соединение благородного газа, кислота ксенона в степени окисления +6. Формула ее отображается либо H2XeO4, либо H6XeO6. В основном, соли образуются от второй формы кислоты.
Применяется в органической химии как сильный окислитель. При ее разложении освобождается большое количество газообразных продуктов, таких как ксенон, кислород и озон.
Существование ксенонистой кислоты было предположено Лайнусом Полингом в 1933 году.
Соли ксенонистой кислоты называются ксенатами, в состав их входит анион XeO42−. Они разлагаются на ксенон и перксенаты:
{\displaystyle {\mathsf {2HXeO_{4}^{-}+2OH^{-}\rightarrow XeO_{6}^{4-}+Xe+O_{2}+2H_{2}O}}}
Соли, содержащие полностью депротонированный анион XeO42−, в настоящее время неизвестны.

## Получение
Получается путём растворения триоксида ксенона в воде:
{\displaystyle {\mathsf {XeO_{3}+H_{2}O\rightarrow H_{2}XeO_{4}\rightleftarrows H^{+}+HXeO_{4}^{-}}}}
H2XeO4 также образуется в результате гидролиза фторида ксенона(VI) при н. у.:
{\displaystyle {\mathsf {XeF_{6}+4H_{2}O\rightarrow 6HF+H_{2}XeO_{4}}}}
При добавлении гидроксида бария к данной реакции, выпадает осадок BaXeO4, который разлагается при температуре 125 °C на ксенон, оксид бария и кислород. При взаимодействии со свежеприготовленным осадком гидроксида меди образуется ксенат меди CuXeO4, который, возможно, обладает сверхпроводимостью.